# Mileewa yigongana
Mileewa yigongana är en insektsart som beskrevs av Yang och Song 2005. Mileewa yigongana ingår i släktet Mileewa och familjen dvärgstritar. Inga underarter finns listade i Catalogue of Life.